# Dinant FC
Royal Dinant FC is een Belgische voetbalclub uit Dinant. De club is aangesloten bij de KBVB met stamnummer 1657 en heeft blauw en wit als kleuren. De club speelde in haar bestaan bijna twee decennia in de nationale reeksen.

## Geschiedenis
In 1930 sloot Dinant FC zich aan bij de Belgische Voetbalbond, waar men stamnummer 1657 kreeg toegekend. De club bleef er decennialang in de provinciale reeksen spelen.
In 1962 promoveerde Dinant voor het eerst naar de nationale bevorderingsreeksen of Vierde Klasse. Men wist er zich het eerste seizoen nog te handhaven maar in het tweede seizoen eindigde men voorlaatste en zo zakte de club in 1964 weer naar Eerste Provinciale. Na drie jaar provinciaal voetbal promoveerde Dinant FC in 1967 opnieuw naar Vierde Klasse. Ditmaal wist de club er zich langer te handhaven. In 1972 eindigde men als derde en nog een jaar later eindigde Dinant tweede in zijn reeks, na een gewonnen testwedstrijd tegen CS Stavelotain, dat evenveel punten had behaald. Er was een extra plaats vrijgekomen in de hogere afdelingen. Dinant FC mocht mee promoveren en steeg zo in 1973 voor het eerst naar Derde Klasse.
Dinant FC had het moeilijk in Derde Klasse. Men eindigde het debuutseizoen op een voorlaatste plaats en zakte na een jaar weer naar Vierde Klasse. Het zou het enige seizoen van Dinant in Derde Klasse blijven. Dinant bleef zich nog verscheidene seizoen in Vierde Klasse handhaven met wisselende resultaten, met als beste notering een derde plaats in zowel 1976, 1978 als 1979. In 1978 was Dinant FC samen met twee andere clubs op amper een punt van reekswinnaar US Ferrières gestrand. Een nieuwe promotie lukte niet meer en uiteindelijk eindigde men in 1983 op een laatste plaats. Na 16 jaar onafgebroken nationaal voetbal zakte de club weer naar de provinciale reeksen.
De club keerde de volgende jaren niet meer terug op het nationale niveau en bleef in de provinciale reeksen spelen. Daar zakte men verder weg, met zelfs enkele keren een terugval tot Derde Provinciale en Vierde Provinciale, het allerlaagste niveau.

## Resultaten
| Seizoen                               | Klasse | Klasse | Klasse | Klasse | Klasse | Klasse | Klasse | Klasse | Klasse | Reeks                                                    | Punten                                                   | Opmerkingen                                              |                                                          |                                                          |                                                          |                                                          |                                                          |                                                          |                                                          |                                                          |                                                          |                                                          |
|                                       | I      | I      | II     | III    | IV     | P.I    | P.II   | P.III  | P.IV   |                                                          |                                                          |                                                          |                                                          |                                                          |                                                          |                                                          |                                                          |                                                          |                                                          |                                                          |                                                          |                                                          |
| ------------------------------------- | ------ | ------ | ------ | ------ | ------ | ------ | ------ | ------ | ------ | -------------------------------------------------------- | -------------------------------------------------------- | -------------------------------------------------------- | -------------------------------------------------------- | -------------------------------------------------------- | -------------------------------------------------------- | -------------------------------------------------------- | -------------------------------------------------------- | -------------------------------------------------------- | -------------------------------------------------------- | -------------------------------------------------------- | -------------------------------------------------------- | -------------------------------------------------------- |
| Provinciaal voetbal van 1930 tot 1962 |        |        |        |        |        |        |        |        |        |                                                          |                                                          |                                                          |                                                          |                                                          |                                                          |                                                          |                                                          |                                                          |                                                          |                                                          |                                                          |                                                          |
| 1962/63                               |        |        |        |        | 12     |        |        |        |        | Vierde klasse A                                          | 27                                                       |                                                          |                                                          |                                                          |                                                          |                                                          |                                                          |                                                          |                                                          |                                                          |                                                          |                                                          |
| 1963/64                               |        |        |        |        | 15     |        |        |        |        | Vierde klasse D                                          | 24                                                       |                                                          |                                                          |                                                          |                                                          |                                                          |                                                          |                                                          |                                                          |                                                          |                                                          |                                                          |
| 1964/65                               |        |        |        |        |        | ?      |        |        |        | Eerste prov. Namen                                       | ?                                                        |                                                          |                                                          |                                                          |                                                          |                                                          |                                                          |                                                          |                                                          |                                                          |                                                          |                                                          |
| 1965/66                               |        |        |        |        |        | ?      |        |        |        | Eerste prov. Namen                                       | ?                                                        |                                                          |                                                          |                                                          |                                                          |                                                          |                                                          |                                                          |                                                          |                                                          |                                                          |                                                          |
| 1966/67                               |        |        |        |        |        | 1      |        |        |        | Eerste prov. Namen                                       | ?                                                        |                                                          |                                                          |                                                          |                                                          |                                                          |                                                          |                                                          |                                                          |                                                          |                                                          |                                                          |
| 1967/68                               |        |        |        |        | 6      |        |        |        |        | Vierde klasse C                                          | 32                                                       |                                                          |                                                          |                                                          |                                                          |                                                          |                                                          |                                                          |                                                          |                                                          |                                                          |                                                          |
| 1968/69                               |        |        |        |        | 12     |        |        |        |        | Vierde klasse C                                          | 24                                                       |                                                          |                                                          |                                                          |                                                          |                                                          |                                                          |                                                          |                                                          |                                                          |                                                          |                                                          |
| 1969/70                               |        |        |        |        | 11     |        |        |        |        | Vierde klasse A                                          | 27                                                       |                                                          |                                                          |                                                          |                                                          |                                                          |                                                          |                                                          |                                                          |                                                          |                                                          |                                                          |
| 1970/71                               |        |        |        |        | 12     |        |        |        |        | Vierde klasse B                                          | 28                                                       |                                                          |                                                          |                                                          |                                                          |                                                          |                                                          |                                                          |                                                          |                                                          |                                                          |                                                          |
| 1971/72                               |        |        |        |        | 3      |        |        |        |        | Vierde klasse B                                          | 36                                                       |                                                          |                                                          |                                                          |                                                          |                                                          |                                                          |                                                          |                                                          |                                                          |                                                          |                                                          |
| 1972/73                               |        |        |        |        | 2      |        |        |        |        | Vierde klasse A                                          | 39                                                       |                                                          |                                                          |                                                          |                                                          |                                                          |                                                          |                                                          |                                                          |                                                          |                                                          |                                                          |
| 1973/74                               |        |        |        | 15     |        |        |        |        |        | Derde klasse B                                           | 21                                                       |                                                          |                                                          |                                                          |                                                          |                                                          |                                                          |                                                          |                                                          |                                                          |                                                          |                                                          |
| 1974/75                               |        |        |        |        | 11     |        |        |        |        | Vierde klasse C                                          | 28                                                       |                                                          |                                                          |                                                          |                                                          |                                                          |                                                          |                                                          |                                                          |                                                          |                                                          |                                                          |
| 1975/76                               |        |        |        |        | 3      |        |        |        |        | Vierde klasse D                                          | 38                                                       |                                                          |                                                          |                                                          |                                                          |                                                          |                                                          |                                                          |                                                          |                                                          |                                                          |                                                          |
| 1976/77                               |        |        |        |        | 8      |        |        |        |        | Vierde klasse D                                          | 31                                                       |                                                          |                                                          |                                                          |                                                          |                                                          |                                                          |                                                          |                                                          |                                                          |                                                          |                                                          |
| 1977/78                               |        |        |        |        | 3      |        |        |        |        | Vierde klasse A                                          | 36                                                       |                                                          |                                                          |                                                          |                                                          |                                                          |                                                          |                                                          |                                                          |                                                          |                                                          |                                                          |
| 1978/79                               |        |        |        |        | 3      |        |        |        |        | Vierde klasse D                                          | 39                                                       |                                                          |                                                          |                                                          |                                                          |                                                          |                                                          |                                                          |                                                          |                                                          |                                                          |                                                          |
| 1979/80                               |        |        |        |        | 5      |        |        |        |        | Vierde klasse D                                          | 36                                                       |                                                          |                                                          |                                                          |                                                          |                                                          |                                                          |                                                          |                                                          |                                                          |                                                          |                                                          |
| 1980/81                               |        |        |        |        | 11     |        |        |        |        | Vierde klasse C                                          | 25                                                       |                                                          |                                                          |                                                          |                                                          |                                                          |                                                          |                                                          |                                                          |                                                          |                                                          |                                                          |
| 1981/82                               |        |        |        |        | 7      |        |        |        |        | Vierde klasse B                                          | 30                                                       |                                                          |                                                          |                                                          |                                                          |                                                          |                                                          |                                                          |                                                          |                                                          |                                                          |                                                          |
| 1982/83                               |        |        |        |        | 16     |        |        |        |        | Vierde klasse C                                          | 17                                                       |                                                          |                                                          |                                                          |                                                          |                                                          |                                                          |                                                          |                                                          |                                                          |                                                          |                                                          |
| Provinciaal voetbal vanaf 1983        |        |        |        |        |        |        |        |        |        |                                                          |                                                          |                                                          |                                                          |                                                          |                                                          |                                                          |                                                          |                                                          |                                                          |                                                          |                                                          |                                                          |
| 2008/09                               |        |        |        |        |        |        | 12     |        |        | Tweede prov. Namen                                       | 33                                                       |                                                          |                                                          |                                                          |                                                          |                                                          |                                                          |                                                          |                                                          |                                                          |                                                          |                                                          |
| 2009/10                               |        |        |        |        |        |        | 14     |        |        | Tweede prov. Namen                                       | 29                                                       |                                                          |                                                          |                                                          |                                                          |                                                          |                                                          |                                                          |                                                          |                                                          |                                                          |                                                          |
| 2010/11                               |        |        |        |        |        |        |        | 10     |        | Derde prov. Namen                                        | 37                                                       |                                                          |                                                          |                                                          |                                                          |                                                          |                                                          |                                                          |                                                          |                                                          |                                                          |                                                          |
| 2011/12                               |        |        |        |        |        |        |        | 4      |        | Derde prov. Namen                                        | 50                                                       |                                                          |                                                          |                                                          |                                                          |                                                          |                                                          |                                                          |                                                          |                                                          |                                                          |                                                          |
| 2012/13                               |        |        |        |        |        |        |        | 1      |        | Derde prov. Namen                                        | 78                                                       |                                                          |                                                          |                                                          |                                                          |                                                          |                                                          |                                                          |                                                          |                                                          |                                                          |                                                          |
| 2013/14                               |        |        |        |        |        |        | 13     |        |        | Tweede prov. Namen                                       | 34                                                       |                                                          |                                                          |                                                          |                                                          |                                                          |                                                          |                                                          |                                                          |                                                          |                                                          |                                                          |
| 2014/15                               |        |        |        |        |        |        | 13     |        |        | Tweede prov. Namen                                       | 28                                                       |                                                          |                                                          |                                                          |                                                          |                                                          |                                                          |                                                          |                                                          |                                                          |                                                          |                                                          |
| 2015/16                               |        |        |        |        |        |        | 12     |        |        | Tweede prov. Namen                                       | 31                                                       |                                                          |                                                          |                                                          |                                                          |                                                          |                                                          |                                                          |                                                          |                                                          |                                                          |                                                          |
|                                       | 1A     | 1B     | 1Am    | 2Am    | 3Am    | P.I    | P.II   | P.III  | P.IV   | Vanaf 2016-17 zijn er 3 nationale en 2 regionale niveaus | Vanaf 2016-17 zijn er 3 nationale en 2 regionale niveaus | Vanaf 2016-17 zijn er 3 nationale en 2 regionale niveaus | Vanaf 2016-17 zijn er 3 nationale en 2 regionale niveaus | Vanaf 2016-17 zijn er 3 nationale en 2 regionale niveaus | Vanaf 2016-17 zijn er 3 nationale en 2 regionale niveaus | Vanaf 2016-17 zijn er 3 nationale en 2 regionale niveaus | Vanaf 2016-17 zijn er 3 nationale en 2 regionale niveaus | Vanaf 2016-17 zijn er 3 nationale en 2 regionale niveaus | Vanaf 2016-17 zijn er 3 nationale en 2 regionale niveaus | Vanaf 2016-17 zijn er 3 nationale en 2 regionale niveaus | Vanaf 2016-17 zijn er 3 nationale en 2 regionale niveaus | Vanaf 2016-17 zijn er 3 nationale en 2 regionale niveaus |
| 2016/17                               |        |        |        |        |        |        | 11     |        |        | Tweede prov. Namen                                       | 29                                                       |                                                          |                                                          |                                                          |                                                          |                                                          |                                                          |                                                          |                                                          |                                                          |                                                          |                                                          |
| 2017/18                               |        |        |        |        |        |        | 14     |        |        | Tweede prov. Namen                                       | 32                                                       |                                                          |                                                          |                                                          |                                                          |                                                          |                                                          |                                                          |                                                          |                                                          |                                                          |                                                          |
| 2018/19                               |        |        |        |        |        |        |        | 8      |        | Derde prov. Namen                                        | 44                                                       |                                                          |                                                          |                                                          |                                                          |                                                          |                                                          |                                                          |                                                          |                                                          |                                                          |                                                          |
| 2019/20                               |        |        |        |        |        |        |        | 2      |        | Derde prov. Namen                                        | 46                                                       | Competitie stopgezet na speeldag 23 door COVID-19.       |                                                          |                                                          |                                                          |                                                          |                                                          |                                                          |                                                          |                                                          |                                                          |                                                          |
| 2020/21                               |        |        |        |        |        |        |        | -      |        | Derde prov. Namen                                        | -                                                        | Geen competitie door COVID-19.                           |                                                          |                                                          |                                                          |                                                          |                                                          |                                                          |                                                          |                                                          |                                                          |                                                          |
| 2021/22                               |        |        |        |        |        |        |        | 8      |        | Derde prov. Namen                                        | 51                                                       |                                                          |                                                          |                                                          |                                                          |                                                          |                                                          |                                                          |                                                          |                                                          |                                                          |                                                          |
| 2022/23                               |        |        |        |        |        |        |        | 2      |        | Derde prov. Namen                                        | 73                                                       |                                                          |                                                          |                                                          |                                                          |                                                          |                                                          |                                                          |                                                          |                                                          |                                                          |                                                          |
| 2023/24                               |        |        |        |        |        |        |        | 2      |        | Derde prov. Namen                                        | 72                                                       |                                                          |                                                          |                                                          |                                                          |                                                          |                                                          |                                                          |                                                          |                                                          |                                                          |                                                          |
| 2024/25                               |        |        |        |        |        |        |        | 2      |        | Derde prov. Namen C                                      | 70                                                       |                                                          |                                                          |                                                          |                                                          |                                                          |                                                          |                                                          |                                                          |                                                          |                                                          |                                                          |
| 2025/26                               |        |        |        |        |        |        |        |        |        | Derde prov. Namen C                                      |                                                          |                                                          |                                                          |                                                          |                                                          |                                                          |                                                          |                                                          |                                                          |                                                          |                                                          |                                                          |

## Bekende spelers
- Jacky Munaron